# Elisa antes del fin del mundo
Elisa antes del fin del mundo és una pel·lícula mexicana de drama social de l'any 1997, escrita per Paula Markovitch, dirigida per Juan Antonio de la Riva i produïda per Roberto Gómez Bolaños. La cinta fou nominada al premi Ariel a la millor pel·lícula en la XL edició dels Premis Ariel.
La pel·lícula relata els problemes socials i familiars des del punt de vista d'una nena, durant el Mèxic dels anys noranta, sumit en una crisi econòmica atribuïda a l'"Error de desembre".

## Sinopsi
Elisa és una nena de 10 anys amb una vívida imaginació que interpreta les coses a la seva manera i que pren una decisió capaç de ficar en problemes greus a la seva família. El pare d'Elisa s'ha quedat sense treball i la seva mare té una necessitat imperiosa de mantenir la seva aparença de classe social alta. La nena, malgrat la seva curta edat, comprèn que les aparences i el matrimoni dels seus pares es trontollen i vol ajudar com sigui. És per això que comença a col·leccionar paneroles, perquè, en cas que s'acosti el final del món, la seva família pugui alimentar-se. La nena fa amistat amb Miguel, a pesar que els pares d'aquest, més adinerats, no veuen amb bon ull la relació, i tots dos coneixen a Paco, un noi punk del barri que els obliga a robar pollastres per a ell. Més tard, el noi els dona una pistola i convenç als nois perquè cometin un robatori major. Elisa està segura que després d'aquest cop s'acabaran els problemes de la seva família.

## Repartiment
- Sherlyn González com Elisa[4]
- Imanol Landeta com Miguel
- Rubén Rojo Aura com Paco
- Susana Zabaleta com la Mare d'Elisa
- Dino García
- Claudia Goytia
- Agustín Torrestorija
- Jorge Antolín
- Jorge Galván com Home en el supermercat

## Premis
A la XL edició dels Premis Ariel va guanyar un premi de 7 nominacions.
| 1998 | Televicine                            | Millor pel·lícula         | Nominat   |
| 1998 | Juan Antonio de la Riva               | Millor direcció           | Nominat   |
| 1998 | Sherlyn González                      | Millor actriu             | Nominat   |
| 1998 | Paula Markovitch                      | Millor argument original  | Nominat   |
| 1998 | Alberto Villaseñor i Ángeles Martínez | Millor escenografia       | Nominat   |
| 1998 | Miguel Sandoval i Nerio Barberis      | Millor so                 | Guanyador |
| 1998 | Alejandro Vázquez                     | Millors efectes especials | Nominat   |